# Leaellynasaura amicagraphica
Leaellynasaura amicagraphica és una espècie de petit dinosaure ornitòpode herbívor que va viure al Cretaci inferior en el que actualment és Austràlia. Aquest animal feia entre 60 i 90 centímetres de longitud. Les seves restes fòssils van ser descobertes a Dinosaur Cove, Austràlia.
No s'han trobat esquelets complets de Leaellynasaura.

## En la cultura popular
Leaellynasaura apareix en el cinquè episodi de Walking with Dinosaurs (Caminant entre dinosaures).